# Тебризький базар
Тебризький базар (перс. بازار تبریز) — критий ринок у місті Тебриз в Ірані, занесений до списку світової спадщини ЮНЕСКО у 2010 році.